# Miloslav Mečíř
Miloslav Mečíř, född 19 maj 1964 i Bojnice, Slovakien (i dåvarande Tjeckoslovakien), är en högerhänt tidigare professionell tennisspelare. 
Mečíř var en av världens främsta tennisspelare under stora delar av 1980-talet. Han nådde som bäst fjärde platsen på ATP-rankningen i både singel och dubbel (1988). Under karriären vann Mečíř 11 singel- och nio dubbeltitlar. Han förlorade två singelfinaler i Grand Slam (GS)-turneringar, båda mot landsmannen Ivan Lendl.

## Tenniskarriären
Miloslav Mečíř spelade sin första singelfinal på ATP-touren 1983 (Adelaide) och tog sina första titlar 1985 (Hamburg, Rotterdam). Samma säsong spelade han final i grusturneringen Italienska öppna, som han förlorade mot fransmannen Yannick Noah. 1986 vann han en singeltitel (Kitzbühel) och nådde dessutom sin första GS-final, US Open. Mečíř mötte där landsmannen och världsettan Ivan Lendl och förlorade med 4-6, 2-6, 0-6.
Mečířs bästa säsong på ATP-touren blev 1987 med sex vunna singeltitlar och dessutom fyra i dubbel. Han besegrade bland andra Ivan Lendl under året. 1988 gick Mečíř till semifinal i Wimbledon. I kvartsfinalen slog han ut Mats Wilander, vilket hindrade svensken från att den säsongen vinna en "äkta Tennisens Grand Slam". Wilander vann 1988 de övriga tre GS-turneringarna. I semifinalen ledde Miloslav Mečíř med 2-0 i set mot Stefan Edberg, men förlorade ändå matchen mot den blivande Wimbledonmästaren.
Samma år fick Mečíř revansch när han erövrade singelguld i Olympiska sommarspelen i Seoul. I semifinalen besegrade han Stefan Edberg, varefter han i finalen slog amerikanen Tim Mayotte. Mečíř blev dubbel OS-medaljör genom att ta hem bronset i herrdubbel tillsammans med Milan Šrejber.
Sin sista säsong spelade Mečíř 1989. Han inledde året starkt med singelfinal i Australiska öppna, som han dock förlorade mot Ivan Lendl med 2-6, 2-6, 2-6. Mečíř vann sin sista ATP-titel det året i Indian Wells.
Miloslav Mečíř spelade 32 matcher för det tjeckoslovakiska Davis Cup-laget 1983-90. Han vann 23 av dessa. I kvartsfinalen 1988 möttes Sverige och Tjeckoslovakien i en klassisk match i Himmelstalundshallen i Norrköping. Det blev svensk seger med 3-2 i matcher, men Mečíř vann en mycket "tät" match mot Mats Wilander (13-11, 6-3, 6-4). Han förlorade den avgörande rysarsingeln mot Stefan Edberg med 6-4, 1-6, 6-4, 4-6, 7-9. Redan 1986 hade de båda nationerna mötts i semifinalen, varvid Mečíř förlorade sina singelmatcher mot både Edberg och Kent Carlsson.

## Spelaren och personen
Miloslav Mečíř var känd för sina smidiga och snabba rörelser på banan, och han kallades ofta för "Katten" på grund av sitt rörelsemönster. Hans spel karakteriserades av välplacerade men inte hårda grundslag. Särskilt skicklig var han med att slå bollen i för motståndaren svåra och oväntade vinklar. Han var en av de sista spelarna som använde en tennisracket med ramen uppbyggd huvudsakligen av trälameller (oversizeracket av märket Snauwaert) på proffstouren. 
Han avslutade sin karriär på grund av ryggproblem.
Miloslav Mečíř är för närvarande (2006) kapten för det Slovakiens Davis Cup-lag, men är bosatt i Prag i Tjeckien.